# جون فرنسيس ميرسير
جون فرنسيس ميرسير (بالإنجليزية: John Francis Mercer)‏ هو محامي وسياسي أمريكي، ولد في 17 مايو 1759 في مقاطعة ستافورد في الولايات المتحدة، وتوفي في 30 أغسطس 1821 في فيلادلفيا في الولايات المتحدة. انتخب عضو مجلس النواب لولاية ماريلند وانتخب حاكم ماريلاند ‏ وانتخب عضو مجلس النواب الأمريكي.